# Правда (Сарактаський район)
Пра́вда (рос. Правда) — присілок у складі Сарактаського району Оренбурзької області, Росія.

## Населення
Населення — 46 осіб (2010; 67 у 2002).
Національний склад (станом на 2002 рік):
- росіяни — 40 %
- казахи — 39 %